# 国立政治研究与公共行政大学
国立政治研究与公共行政大学（羅馬尼亞語：Școala Națională de Studii Politice și Administrative din București, SNSPA）是位于罗马尼亚首都布加勒斯特的一所公立大学，成立于1991年。
该大学最初是一所研究生教学机构，包含了布加勒斯特大学原高级政治研究学院。1995年，大学获得了政治学与公共管理与传播与公共关系本科层次培训的组织权，目前是隶属于罗马尼亚教育、研究和创新部。大学有四个学院（公共管理、传播和公共关系、政治学、管理）和一个系（国际关系和欧洲一体化）。

## 历史
该大学可以被认为是Ștefan Gheorghiu学院的延续，该学院在1989年羅馬尼亞革命前为罗马尼亚共产党领导层提供培训。学院的前党委书记塞克雷什（Vasile Secăreş）于1990年1月创建了高级政治研究学院，该学院于1991年转变为国立政治研究与公共行政大学。从1991年到2004年，塞克雷什担任校长。